# Giuseppe Tommaso Gangale
Giuseppe Tommaso Saverio Domenico Gangale (Cirò Marina, 7 marzo 1898 – Muralto, 13 maggio 1978) è stato un glottologo, religioso, filosofo e scrittore italiano, tra gli studiosi della cultura arberesca.

## Biografia
Porta a termine gli studi secondari presso il Collegio liceo di San Demetrio Corone. Dal 1916 al 1918 prende parte alla prima guerra mondiale. Tornato dal fronte si iscrive alla facoltà di Filosofia dell'Università degli Studi di Firenze, laureandosi con una tesi sui Pensieri di Pascal. Seppur di fede battista, frequentò spesso la chiesa pentecostale ADI di Crotone.
Nel 1924 fu iniziato in Massoneria, nella Gran Loggia d'Italia .
Amico di Piero Gobetti, diresse tra il 1924 e il 1929 il settimanale Conscientia, in cui portò avanti un dibattito su fascismo e cattolicesimo. È stato fondatore e direttore del Centro greco-albanese di glottologia di Crotone. 
Come linguista ha collaborato con Louis Hjelmslev. 
Ha sempre portato avanti la difesa delle minoranze etniche, linguistiche e religiose. In particolar modo ha sempre difeso la lingua arberesca, una minoranza linguistica del Sud Italia, in particolar modo della Calabria. Studioso di questa lingua, scrisse molte poesie, una delle quali è dedicata a un piccolo paese arberëshe della provincia di Catanzaro, frazione del comune di Lamezia Terme, Zangarona, intitolata Kyavërissu, Zangkarò.
Nel 1927 ha fondato la casa editrice Doxa (attiva fino al 1934).
Alla sua memoria è stato eretto un monumento nella città natale.
Nel 2014 è stato realizzato un fumetto che racconta la storia di Gangale.

## Opere
"Rivoluzione Protestante", Torino, Gobetti, 1925
- Calvino, Roma, Doxa, 1927.
- Apocalissi della cultura, Roma, Doxa, 1928.
- Revival. Saggio sulla storia del Protestantesimo in Italia dal Risorgimento ai tempi nostri, Roma, Doxa, 1929.
- Il dio straniero. Sette discorsi agli ateniesi e sette poesie, Milano, Doxa, 1932.
- Sommario di storia del cristianesimo, con Karl Heussi e Giovanni Miegge, Torre Pellice, Claudiana, 1960.
- La vita di San Giacomo della Marca. Poema in versi,   Napoli, s.n., 1970.
- Salve regina. Metrische Ausblicke von einem arberischen Marienlied aus, Kopenhagen, Institut for Lingvistik der Universitat, 1973.
- Fragmenta ethnologica arberesca medio-calabra, Soveria Mannelli, Rubbettino, 1979.

### Archivi web
- Enrico Ferraro (a cura di), Scritti albanologici di Giuseppe T. Gangale, su mondoarberesco.it.
- Istituto della Cultura Arbëresh Giuseppe T. Gangale, su tecnomidia.com, Caraffa di Catanzaro.
- Archivio vocale arbëresh, su albanologia.unical.it, Rende, Laboratorio di Albanologia, Università della Calabria.
- Inventar dal relasch da Giuseppe Gangale a l’Archiv svizzer da litteratura (ASL), su ead.nb.admin.ch, Berna, 2014.

| Controllo di autorità | VIAF (EN) 88854705 · ISNI (EN) 0000 0000 7979 2231 · SBN CFIV106516 · BAV 495/147315 · LCCN (EN) n79139126 · GND (DE) 118833685 · BNF (FR) cb12722890j (data) |